# Campeonato Roraimense de Futebol de 2012
O Campeonato Roraimense de Futebol de 2012 foi a 57.ª edição do futebol do estado de Roraima. Iniciou-se com apenas cinco clubes, obtendo a adesão do  Roraima. Baré, River e Progresso não participaram do campeonato.

## Regulamento
Serão seis times que vão jogar um contra o outro em dois turnos, o campeão do primeiro turno jogará contra o campão do segundo turno se o campeão do primeiro turno ganhar o segundo ele é o campão Roraimense de 2012.Todos os jogos aconteceram no Estádio Ribeirão.O campeão disputará a Copa do Brasil de 2013.

## Participantes
| Equipe           | Cidade            | Em 2011 | Estádio                        | Capacidade | Títulos             |
| GAS              | Boa Vista         | 5°      | Ribeirão                       | 3 000      | 0 (não possui)      |
| Náutico          | Caracaraí         | 4º      | Ribeirão                       | 3 000      | 0 (não possui)      |
| Rio Negro        | Boa Vista         | 6º      | Ribeirão                       | 3 000      | 2 (último em 2000)  |
| Real             | São Luís do Anauá | 1º      | Municipal de São Luiz do Anauá | 1 500      | 1 (último em 2011)  |
| Atlético Roraima | Boa Vista         | 3º      | Ribeirão                       | 3 000      | 17 (último em 2009) |
| São Raimundo     | Boa Vista         | 2º      | Ribeirão                       | 3 000      | 4 (último em 2005)  |

## Primeiro turno

### Classificação
| Classificação | Classificação    | Classificação | Classificação | Classificação | Classificação | Classificação | Classificação | Classificação | Classificação |
| Pos           | Time             | PG            | J             | V             | E             | D             | GP            | GS            | SG            |
| ------------- | ---------------- | ------------- | ------------- | ------------- | ------------- | ------------- | ------------- | ------------- | ------------- |
| 1             | São Raimundo     | 13            | 5             | 4             | 1             | 0             | 15            | 3             | +12           |
| 2             | Náutico          | 11            | 5             | 3             | 2             | 0             | 26            | 4             | +22           |
| 3             | Real             | 10            | 5             | 3             | 1             | 1             | 16            | 6             | +10           |
| 4             | Rio Negro        | 6             | 5             | 2             | 0             | 3             | 7             | 7             | 0             |
| 5             | Atlético Roraima | 3             | 5             | 1             | 0             | 4             | 7             | 23            | -16           |
| 6             | GAS              | 0             | 5             | 0             | 0             | 5             | 3             | 31            | -28           |

### Jogos
|                  | GAS | NAU  | RNE | REA | ROR | SRA |
| ---------------- | --- | ---- | --- | --- | --- | --- |
| GAS              | —   | 0–10 | *   | 0–6 | 3–5 | *   |
| Náutico          | *   | —    | 4–0 | 1–1 | 9–1 | *   |
| Rio Negro        | 6–0 | *    | —   | 0–2 | *   | *   |
| Real             | *   | *    | *   | —   | 6–1 | 1–4 |
| Atlético Roraima | *   | *    | 0–1 | *   | —   | 0–4 |
| São Raimundo     | 4-0 | 2–2  | 1–0 | *   | *   | —   |